# Siënese school

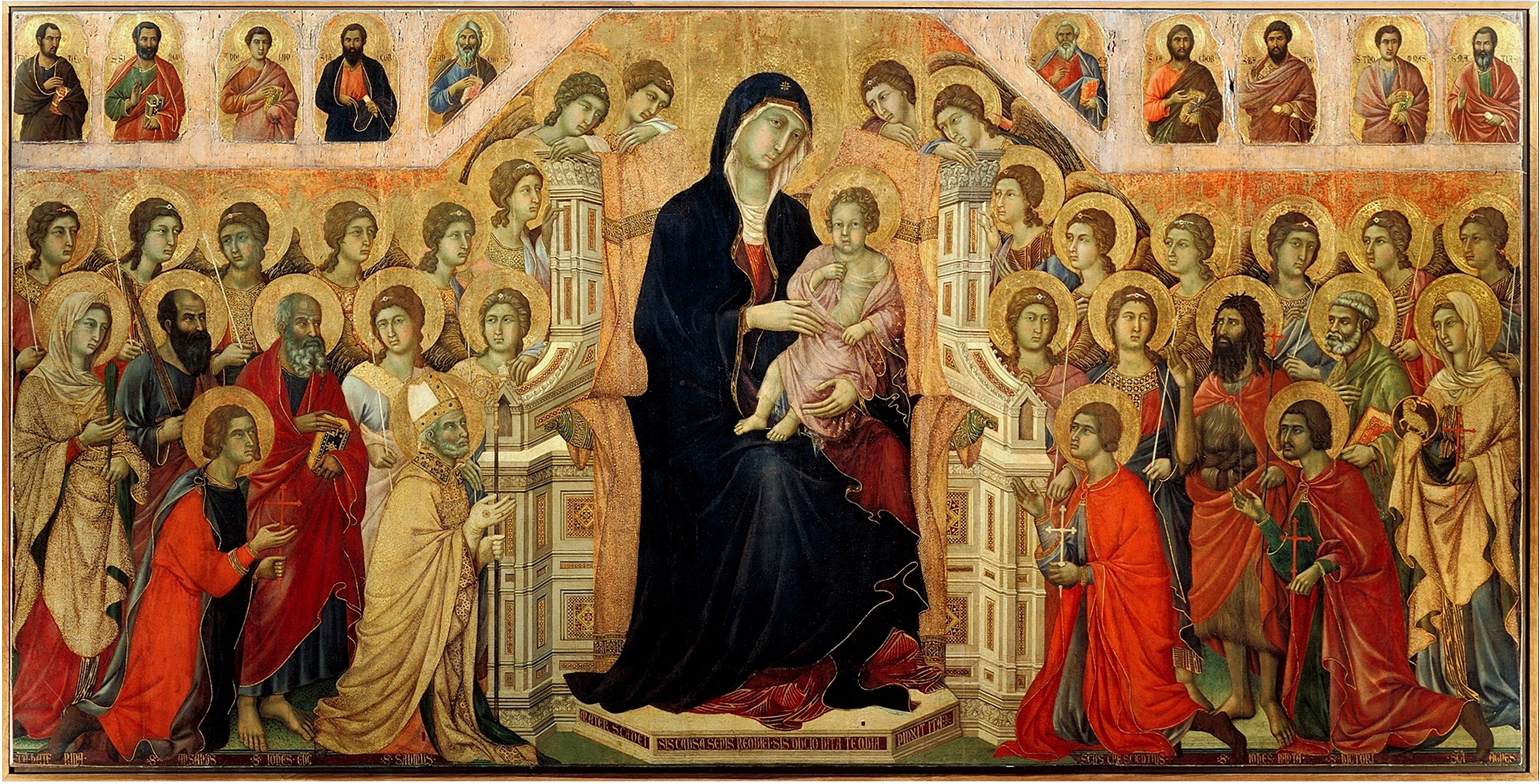
Duccio di Buoninsegna, Maestà (Museo dell'Opera metropolitana del Duomo)

De Siënese school is de naam die gebruikt wordt voor de school in de schilderkunst tussen de dertiende en de vijftiende eeuw in de Italiaanse stad Siena. 
Siena was in de veertiende en vijftiende eeuw een van de belangrijkste centra in het toenmalige Europa, zowel op financieel, intellectueel als artistiek gebied. Waar de schilderkunst in Siena in de dertiende eeuw nog sterk gerelateerd was aan de Byzantijnse voorbeelden, ontwikkelden schilders zoals Duccio di Buoninsegna en zijn leerling Simone Martini een nieuwe stijl die meer en meer ging afwijken van die traditie en meer verhalende voorstellingen maakte in de plaats van de statische geïdealiseerde Byzantijnse kunst. De Siënese kunst kon zonder meer rivaliseren met de Florentijnse kunst uit die periode. Waar de Florentijnse kunstenaars zoals Giotto streefden naar meer realisme en correcte weergave van het perspectief, bleven de Siënese kunstenaars meer aanleunen bij de elegante beeldtaal van de hoofse gotiek. De Siënese schilderkunst was dus conservatiever. 

## Situering
Siena lag aan de Via Francigena of de Frankenweg, de oude pelgrimsroute die van het noorden van Europa naar Rome liep en van daar verder naar de Zuid-Italiaanse havens, het Heilige Land en Constantinopel. Siena was daardoor een belangrijk handelsknooppunt en een knooppunt van artistieke uitwisseling. De Siënese kunstenaars leerden op die manier de producten van hun collega's uit Europa en het Oosten kennen. Anderzijds raakte de Siënese kunst over Europa verspreid en kon zo zijn stempel drukken op de schilderkunst in heel Europa.

## Evolutie

### Dertiende eeuw

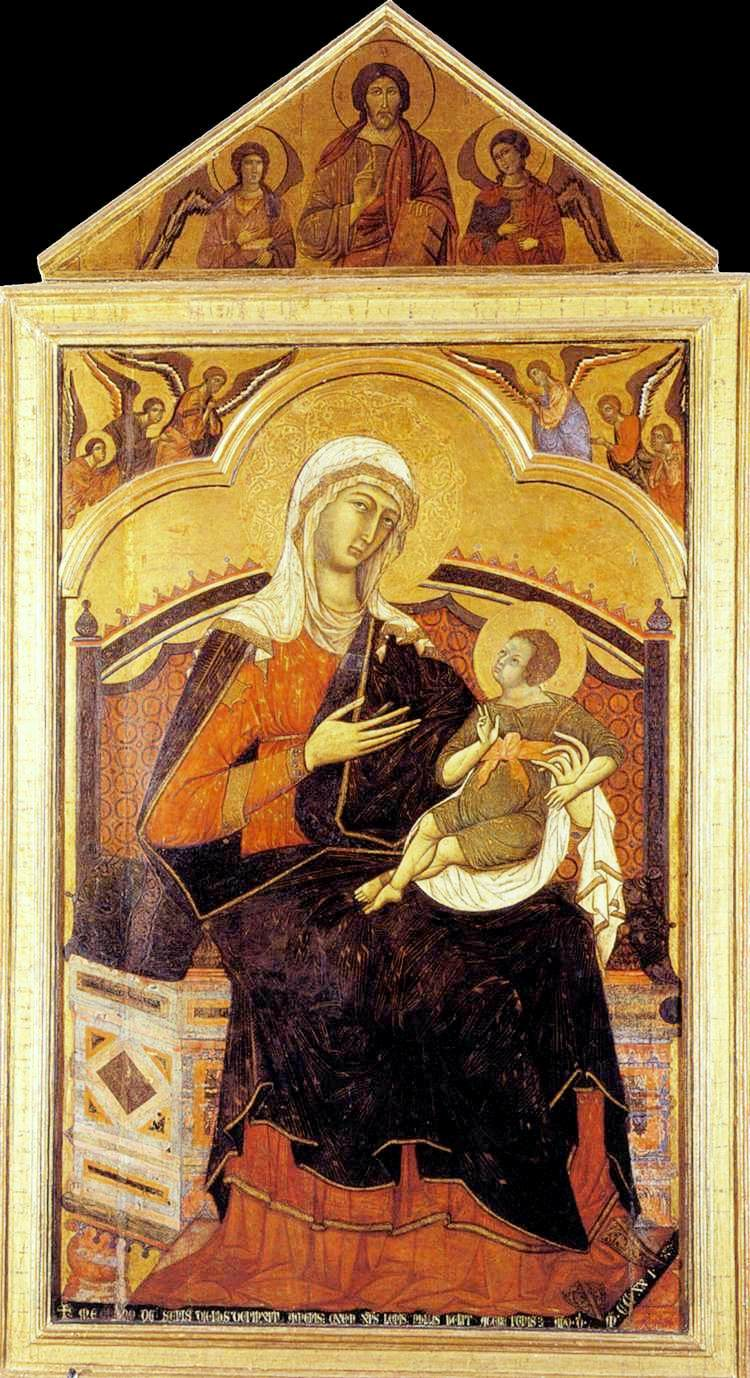
Guido da Siena, Madonna met Kind, Pinacoteca Nazionale di Siena.

Het begin van de Siënese school kan gesitueerd worden in de dertiende eeuw met schilders zoals Guido da Siena en Coppo di Marcovaldo. Guido da Siena was een van de belangrijkste meesters van de Byzantijns-Italiaanse schilderkunst die actief was tussen 1260 en 1280 en hij wordt dikwijls genoemd als de stichter van de Siënese school. Coppo di Marcovaldo, hoewel afkomstig van Florence, vestigde zich in Siena na zijn gevangenneming in de Slag bij Montaperti en introduceerde meer humaniteit in de starre Byzantijnse composities.

### Eerste helft veertiende eeuw

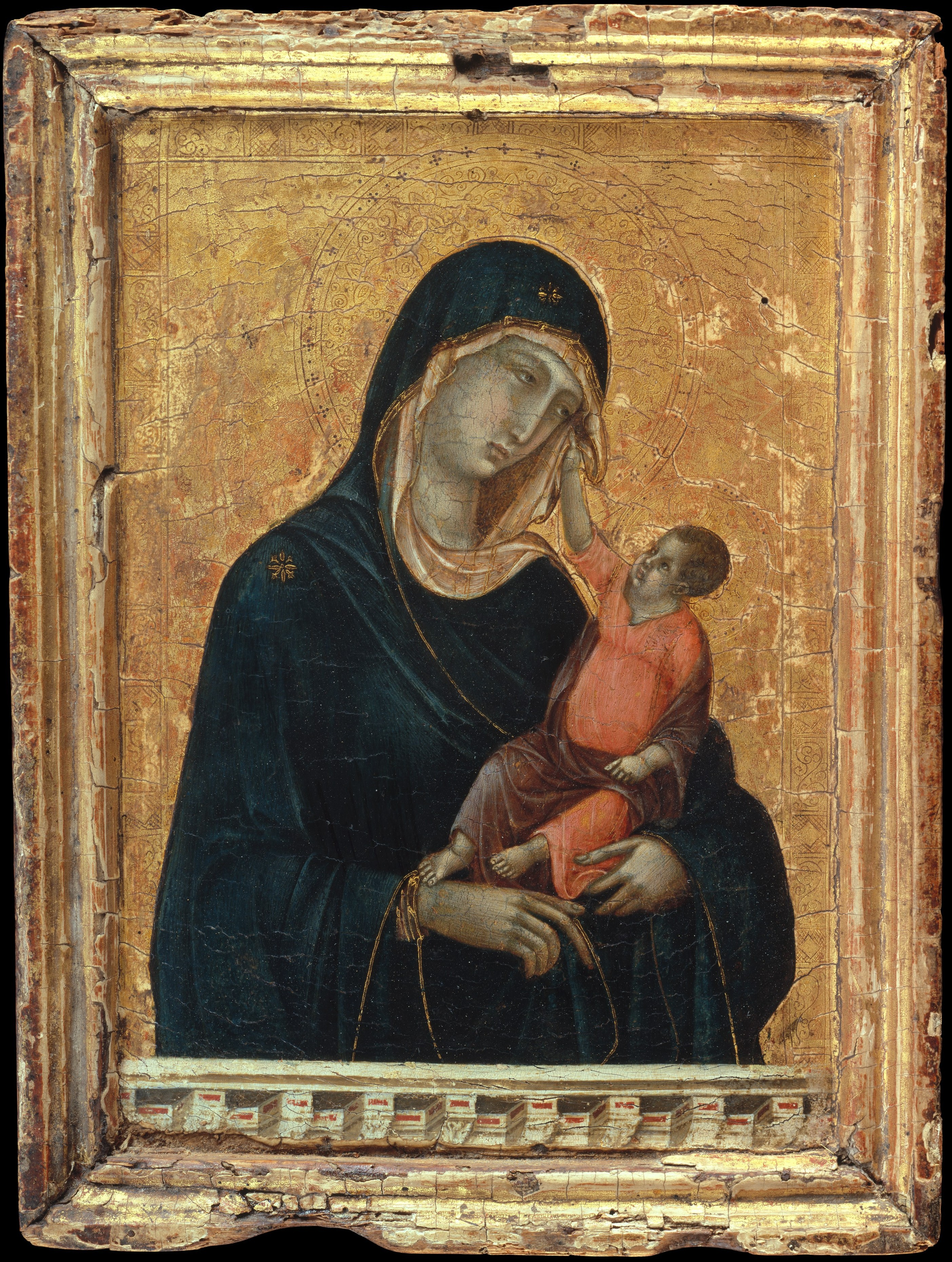
Duccio di Buoninsegna, Madonna met Kind.

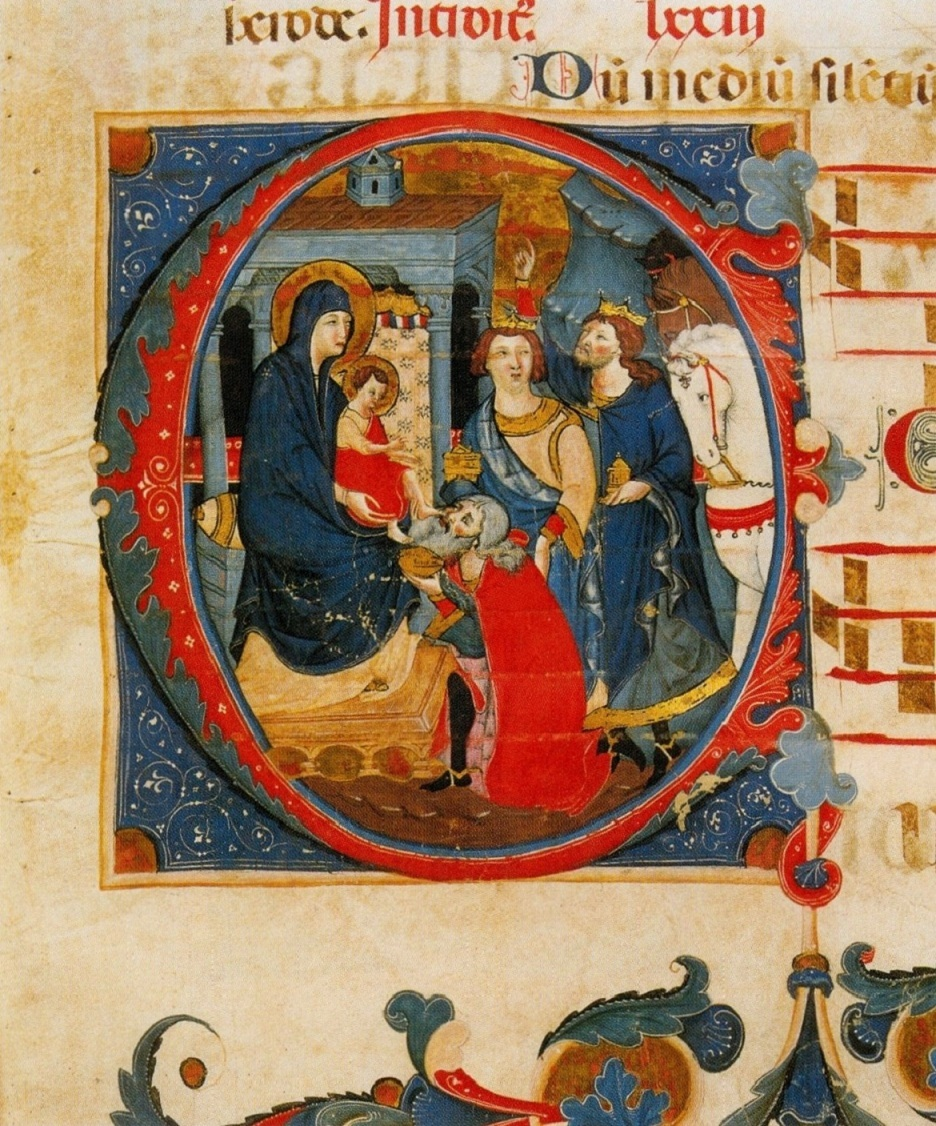
Memmo di Fillipupucio, gehistorieerde initiaal in een koorboek van voor 1317, Museo Nazionale di San Matteo, Pisa

Op het einde van de dertiende eeuw en in het begin van de veertiende eeuw is Duccio di Buoninsegna ongetwijfeld een van de best bekende schilders van de Siënese school en van de schilderkunst in de middeleeuwen in Italië in het algemeen. Duccio vertrekt ook van de strenge Byzantijnse stijl maar brengt menselijkheid en emotie in de compositie: een madonna van Duccio kijkt liefdevol naar haar kind, het wordt een portret van moeder en kind in de plaats van een portret van de Madonna en Christus. Hij is een meester in de temperatechniek en heeft een warm kleurenpalet, bovendien is hij een begaafd tekenaar en geboren verteller. Zijn composities en vormgeving zullen de generaties na hem beïnvloeden. Het werk van Duccio zal nog lang nawerken, bijvoorbeeld in het werk van Simone Martini en van de gebroeders Ambrogio en Pietro Lorenzetti. Duccio wordt ook genoemd als een van de wegbereiders van de internationale gotiek. Minder bekende navolgers zijn Segna di Bonaventura en zijn zoons Nicollò en Francesco. Een van de grote verschillen tussen Duccio en zijn Florentijnse collega Giotto is dat de generatie die na hem kwam en zijn werk voortzette bestond uit zeer getalenteerde schilders, terwijl dat bij Giotto veel minder het geval was, Daardoor is men mettertijd Duccio gaan beschouwen als de wat ouderwetse schilder die werkte in de schaduw van de grote Martini en Lorenzetti's. Tijdens zijn leven daarentegen was hij onbetwistbaar erkend als een groot en begenadigd schilder.

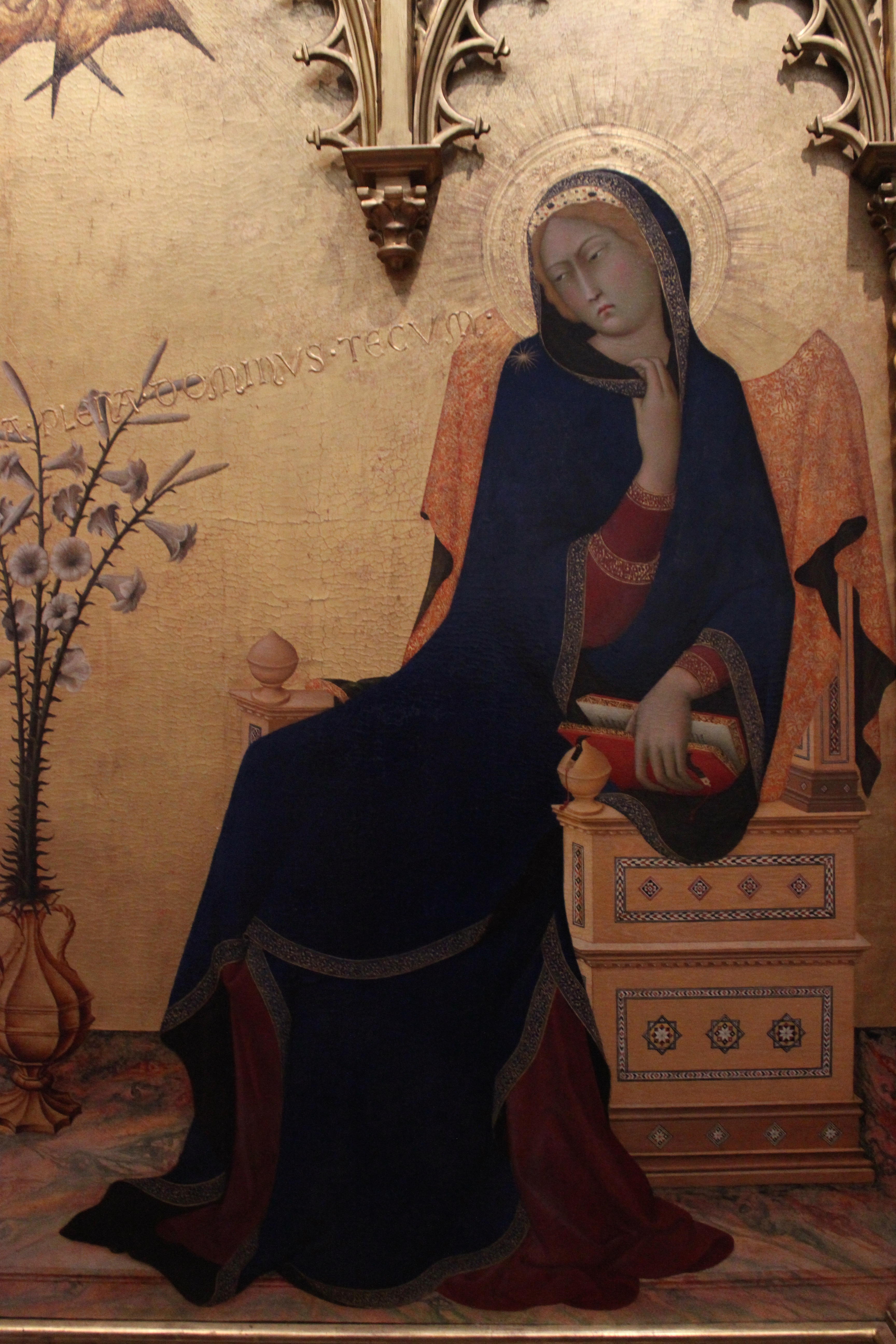
Simone Martini, Detail uit de Annunciatie van Simone Martini en Lippo Memmi.

Simone Martini ontwikkelde het lyrische aspect in de kunst van Duccio. Hij was een van de meest gevraagde schilders van zijn tijd en bracht de schilderkunst van Siena door zijn verblijf en werk aan het pauselijk hof van Avignon. Hij beïnvloedde sterk de Franse kunst en lag daardoor direct aan de basis van de internationale gotiek. Lippo Memmi, zijn leerling, was een van de grote gotische meesters van Italië en werkte samen met Martini in Avignon.
Ambrogio en Pietro Lorenzetti, die ook nog actief waren in de eerste helft van de veertiende eeuw, namen de realistische stijl van Giotto over en besteedden veel zorg aan de ruimtelijke voorstelling, maar het kleurenpalet en de kleurenharmonie hebben ze overgenomen van Duccio en Martini.

### Tweede helft veertiende eeuw

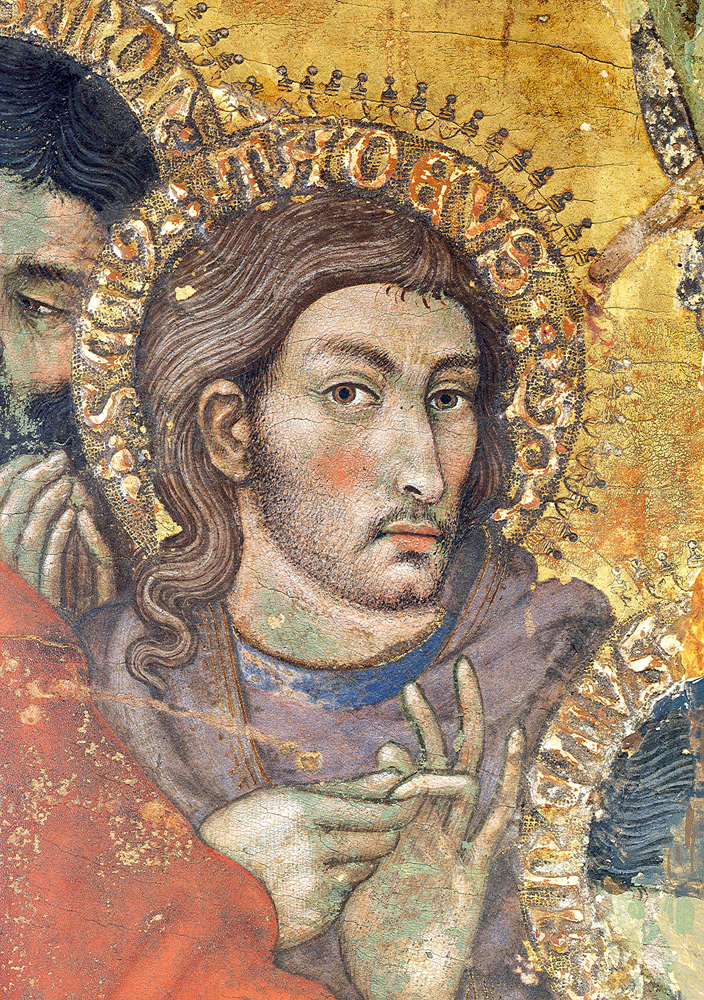
Taddeo di Bartolo: zelfportret als Sint-Thaddeus, 1401

In de tweede helft van de veertiende eeuw, na de pestepidemie van de lente van 1348, was de handel en de economie van de stad grotendeels verloren gegaan door het verlies van bijna de helft van de bevolking. Omwille van de dood van een aantal leidende kunstenaars, onder meer de gebroeders Lorenzetti, komt de ontwikkeling van de schilderkunst op een laag pitje te staan. Niettemin zijn er nog figuren zoals Taddeo di Bartolo. Hij is een van de meest in het oog springende kunstenaars van de tweede helft van de veertiende eeuw. Met zijn rijke kleuren, dramatische acties en geëmotioneerde, gepassioneerde figuren zet hij de Siënese traditie verder. Ook kunstenaars zoals Bartolomeo Bulgarini zetten de traditie verder maar hebben geen internationale bekendheid meer.

### Vijftiende eeuw

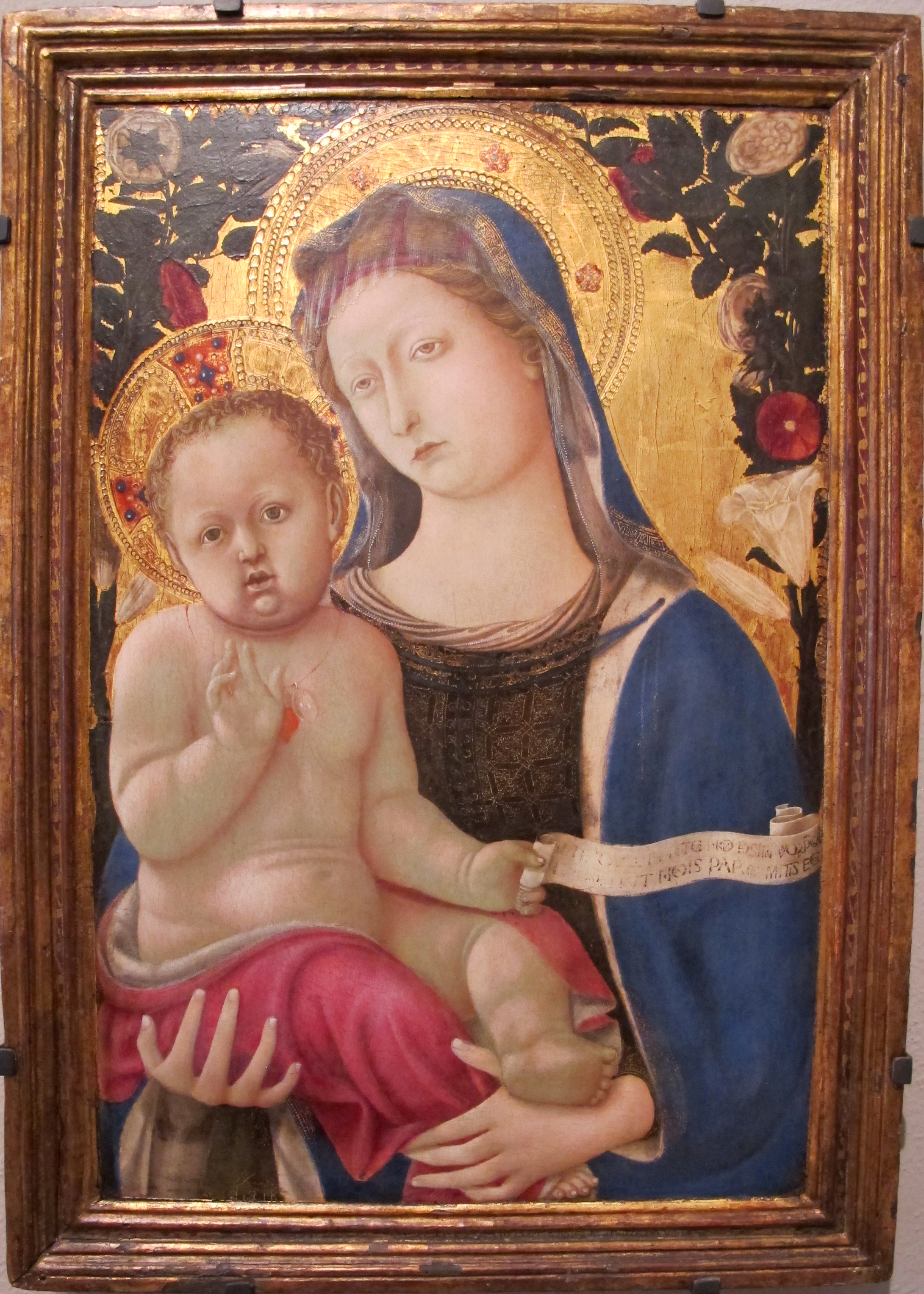
Domenico di Bartolo, Madonna met Kind (1437), (Philadelphia Museum of Art).

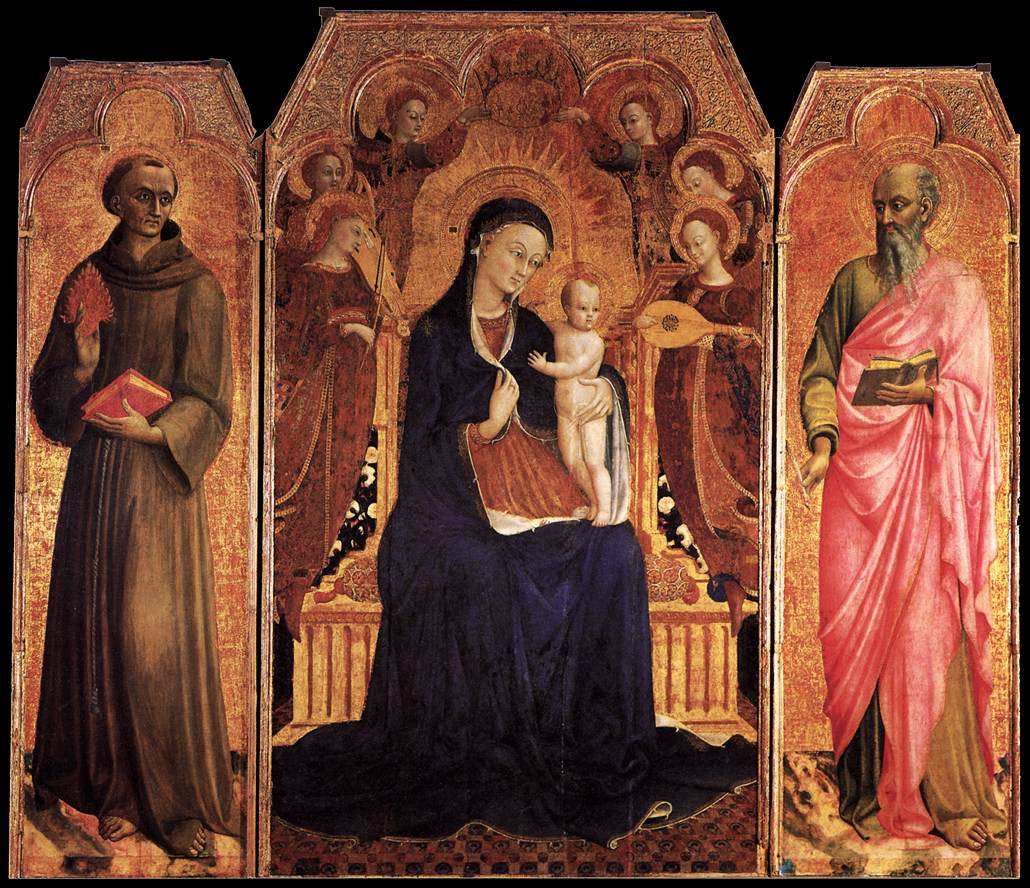
Sassetta, Maagd met Kind en heiligen.

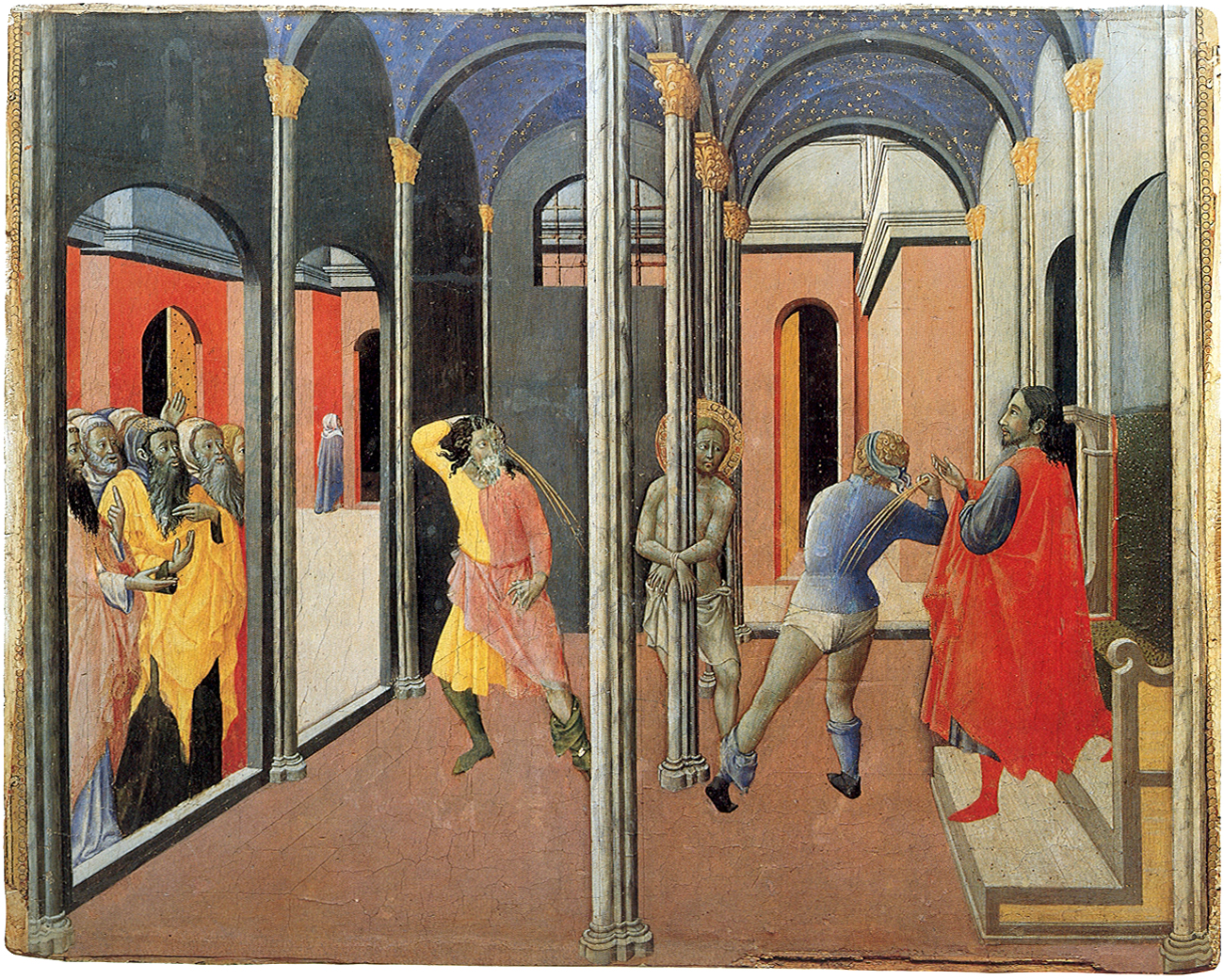
Maestro dell'Osservanza, Geseling van Christus (1440-1444), Vaticaanse Musea, Rome.

Ook in de vijftiende eeuw laten de gebroeders Lorenzetti nog altijd hun invloed gelden. Zo toont het werk van Domenico di Bartolo, neef van Taddeo, nog altijd de energieke figuren in abrupte juxtaposities van Lorenzetti en de gedetailleerd uitgewerkte oppervlaktes verwijzen duidelijk naar Simone Martini. Men kan stellen dat de Siënese schilderkunst van de vijftiende eeuw een herleving is van de kunst van de eerste helft van de veertiende en in het bijzonder van het werk van de Lorenzetti's. Belangrijke schilders uit deze periode zijn Sassetta en de anonieme Meester van de Osservanza.
Als men de schilderkunst uit het Siena van het quattrocento bestudeert, moet men altijd voor ogen houden dat elke belangrijke schilder uit het Siena van de vijftiende eeuw ook een miniaturist was. Wat zeer kenmerkend is voor de Siënese schilderkunst uit deze periode, is dat elke artiest een persoonlijke 'visie' heeft op het onderwerp dat hij schildert. Die 'visie' is dikwijls zo individueel dat het moeilijk zou zijn om van een Siënese stijl te spreken als er niet de gemeenschappelijke verwijzing naar de stijl van de voorgaande periode zou zijn. Die Siënese 'visie' in de opbouw van taferelen, die ook door andere niet-Siënese schilders uit die tijd werd nagevolgd, heeft hier ongetwijfeld mee te maken. Het werken aan (relatief) kleine miniaturen liet de schilders toe te experimenteren en hun verbeelding de vrije loop te laten. De levendige, vertellende taferelen die ze ontwierpen voor miniaturen werden getransponeerd naar de monumentale schaal van de altaarstukken.
De Siënese schilderkunst van het einde van de vijftiende eeuw zal trouwens sterk beïnvloed worden door het werk van twee miniaturisten die zich in Siena gevestigd hadden: Liberale da Verona (vanaf 1466) en Girolamo da Cremona, een leerling van Andrea Mantegna.

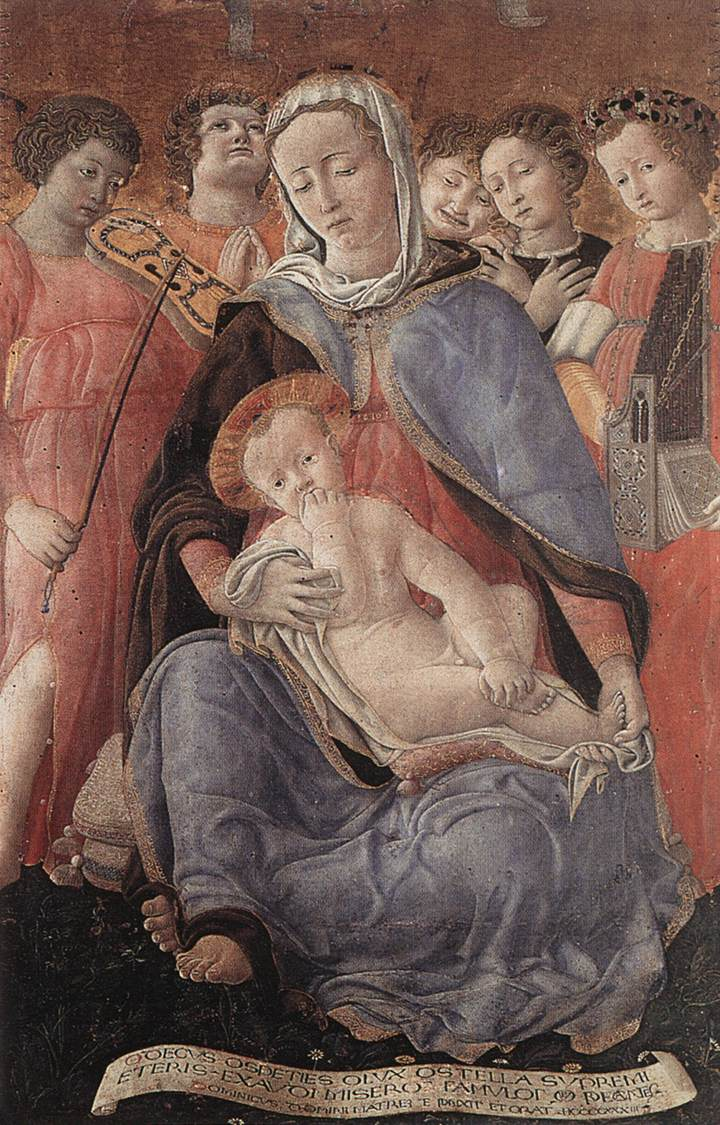
Domenico di Bartolo, Madonna dell'Umiltà (1433), (Pinacoteca Nazionale, Siena).

De Siënese school had tot dan toe steeds meer aangeleund bij de traditie van de gotiek. Echter, met schilders als Domenico di Bartolo, die zijn opleiding waarschijnlijk gekregen had in Florence, ziet men naast de Siënese invloeden ook de renaissance haar intrede maken in de Siënese schilderkunst.

## De kunstenaars

### Dertiende eeuw
- Meester van Tressa
- Guido da Siena
- Coppo di Marcovaldo
- Dietisalvi di Speme
- Rinaldo da Siena
- Guido di Graziano
- Vigoroso da Siena
- Maestro del Dossale di San Giovanni Battista

### Eerste helft veertiende eeuw
- Duccio di Buoninsegna
- Maestro di Badia a Isola
- Maestro di Città di Castello
- Maestro degli Aringhieri
- Segna di Bonaventura
- Ugolino di Nerio
- Niccolò di Segna
- Francesco di Segna
- Memmo di Filippuccio
- Simone Martini
- Lippo Memmi
- Pietro Lorenzetti
- Ambrogio Lorenzetti

### Tweede helft veertiende eeuw
- Niccolò di ser Sozzo
- Niccolò di Bonaccorso
- Luca di Giovanni
- Luca di Tommè
- Bartolomeo Bulgarini
- Lippo Vanni
- Bartolo di Fredi
- Andrea di Vanni
- Jacopo di Mino del Pellicciaio
- Paolo di Giovanni Fei
- Taddeo di Bartolo
- Spinello Aretino
- Cecco di Pietro

### Vijftiende eeuw
- Jacopo della Quercia
- Priamo della Quercia
- Il Sassetta
- Maestro dell'Osservanza
- Sano di Pietro
- Giovanni di Paolo
- Pietro di Giovanni d'Ambrogio
- Matteo di Giovanni
- Guidoccio Cozzarelli
- Pietro di Francesco Orioli
- Andrea di Bartolo

- Domenico di Bartolo
- Vecchietta|Il Vecchietta
- Francesco di Giorgio Martini
- Neroccio di Bartolomeo de' Landi
- Benvenuto di Giovanni
- Girolamo di Benvenuto
- Bernardino Fungai
- Pietro di Francesco degli Orioli